# 考那斯反猶騷亂

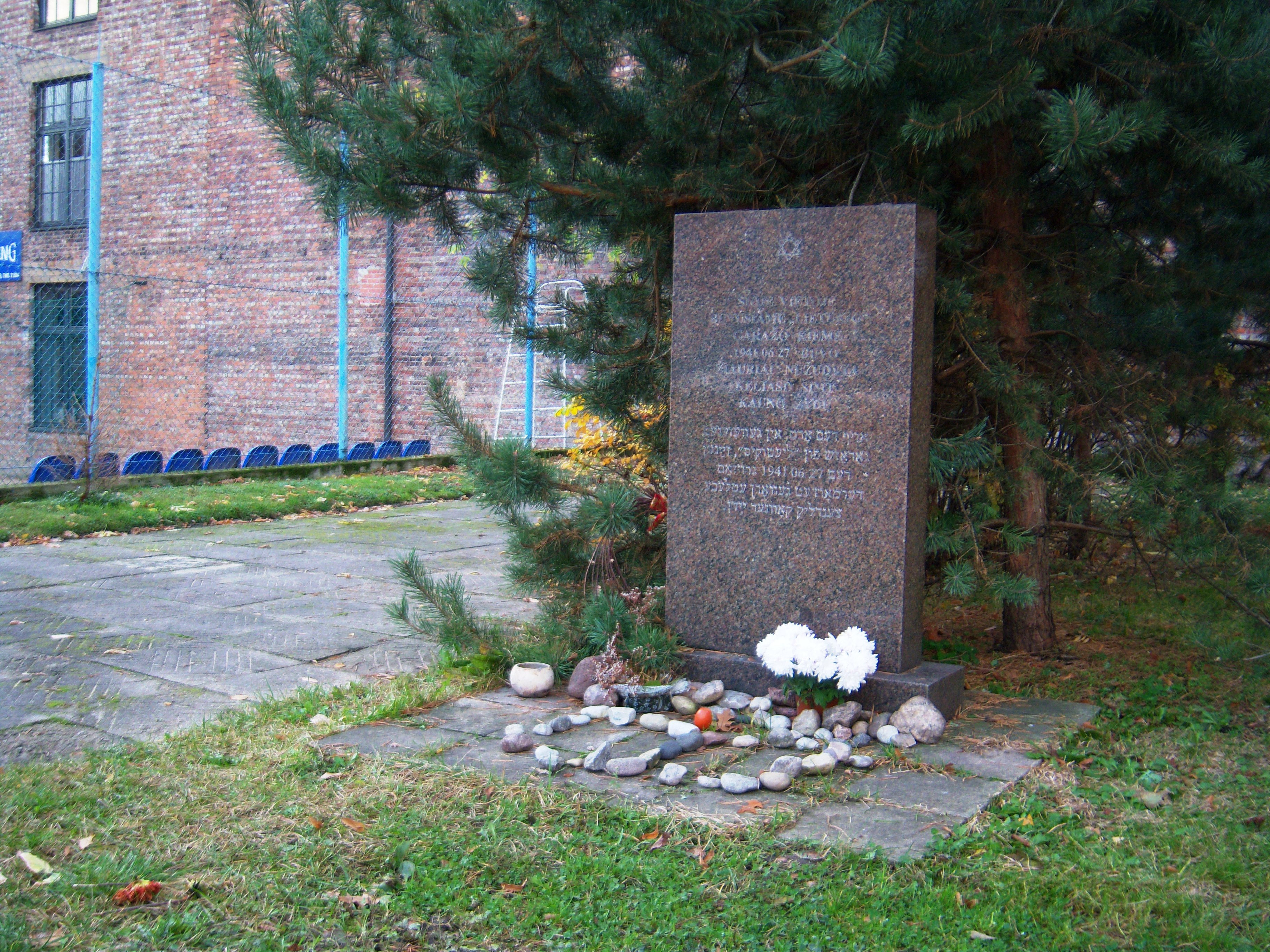
里埃圖基奧停車場遇害猶太人的紀念碑

考那斯反猶騷亂（Kaunas pogrom）為1941年6月25日至6月29日在立陶宛考那斯發生的猶太人屠殺事件。1941年6月底納粹德國向蘇聯宣戰後，立陶宛的右翼民兵組織立陶宛行動前線控制了考那斯與周圍地區，開始進行反猶宣傳並攻擊猶太人。納粹親衛隊旅隊領袖法蘭茲·華特·史塔列克於6月25日抵達考那斯，並公開發表反猶演說，他指揮立陶宛民兵首領阿爾吉爾達斯·克利馬蒂斯對猶太人發動攻擊。
當日考那斯郊區斯洛柏德卡（Slobodka，今維里亞姆波萊，為有「葉史瓦之母」之稱的奈瑟斯以色列葉史瓦所在地）的猶太平民便遭到屠殺，據大屠殺的倖存者以夫蘭·奧什里拉比回憶當時德國人出現在村莊，但下手襲擊的是其指揮的立陶宛志願者，當地的拉比拉夫·札爾曼·歐索夫斯基（Rav Zalman Osovsky）的手腳被反綁在一張椅子上，隨後他的頭被靠在一本《革馬拉》上鋸斷，並放在一棟房屋的窗外，附上「我們將如此對待所有猶太人」的標語公開展示，其妻兒也被處決。
據史塔列克回憶，截至6月28日考那斯已有3800名猶太人被殺，周圍城鎮另有1200人遇害，不過有學者認為此數字為誇大。6月以後剩餘的猶太人在考那斯要塞（以第七堡壘與第九堡壘為主）被大規模處決。